# Ludovico Savioli
Ludovico Vittorio Savioli Fontana Castelli (Bologna, 22 agosto 1729 – Bologna, 1º settembre 1804) è stato un nobile, poeta e storico italiano.
Per la classica nitidezza (fu tra i più forbiti poeti arcadici), il Savioli è considerato come uno dei maggiori esponenti della poesia lirica settecentesca, nonché membro dell’Arcadia bolognese col nome di "Lavisio Eginetico".

## Biografia
Appartenente a una famiglia aristocratica di Bologna, venne mandato a compiere i primi studi nel Collegio per nobili dei Gesuiti, e poi venne affidato alle cure di Ferdinando Ghedini, che gli fu maestro di belle lettere, e di Francesco Maria Zanotti. Coltivò anche gli studi giuridici, che gli dovevano consentire, nella sua qualità di conte e di senatore per titolo ereditario, di partecipare attivamente alla vita pubblica di Bologna. Ed effettivamente Savioli partecipò alla vita pubblica di Bologna con varie cariche (nel 1770 fu nominato senatore, nel 1772 gonfaloniere di giustizia) alternando alle cure politiche studi di storia patria. Svolse infatti anche un'importante attività di storico della sua città: gli Annali bolognesi, incompiuti, in tre volumi, sul modello di Tacito (di cui Savioli aveva intenzione di tradurre l'opera in italiano), vanno dal 390 a.C. al 1220. Nel 1790 ottenne la cattedra di Storia, all'Università di Bologna, che mantenne fino all'arrivo dei francesi e a cui venne reintegrato nuovamente con decreto 25 dicembre 1802 per la cattedra di Storia e Diplomazia.
Come senatore bolognese si oppose al cardinale Ignazio Gaetano Boncompagni Ludovisi che, sia pure con metodi "poco urbani", aveva tentato di limitare i privilegi dell'aristocrazia. Fu invece un fautore della Rivoluzione francese. Nel 1796 fu deputato della Repubblica Cispadana. Nel 1802 divenne membro dell'Istituto Nazionale di Scienze Lettere ed Arti, fondato da Napoleone. E a Napoleone avrebbe dedicato la traduzione del primo libro degli Annali di Tacito, edita lo stesso anno della sua morte.
Massone, secondo Giordano Gamberini, che cita lo storico Carlo Francovich. 

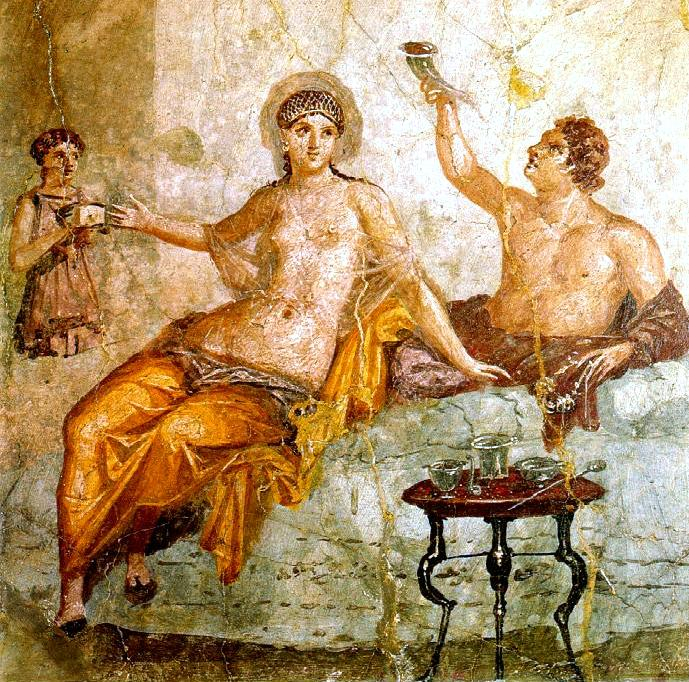
Affresco da Ercolano

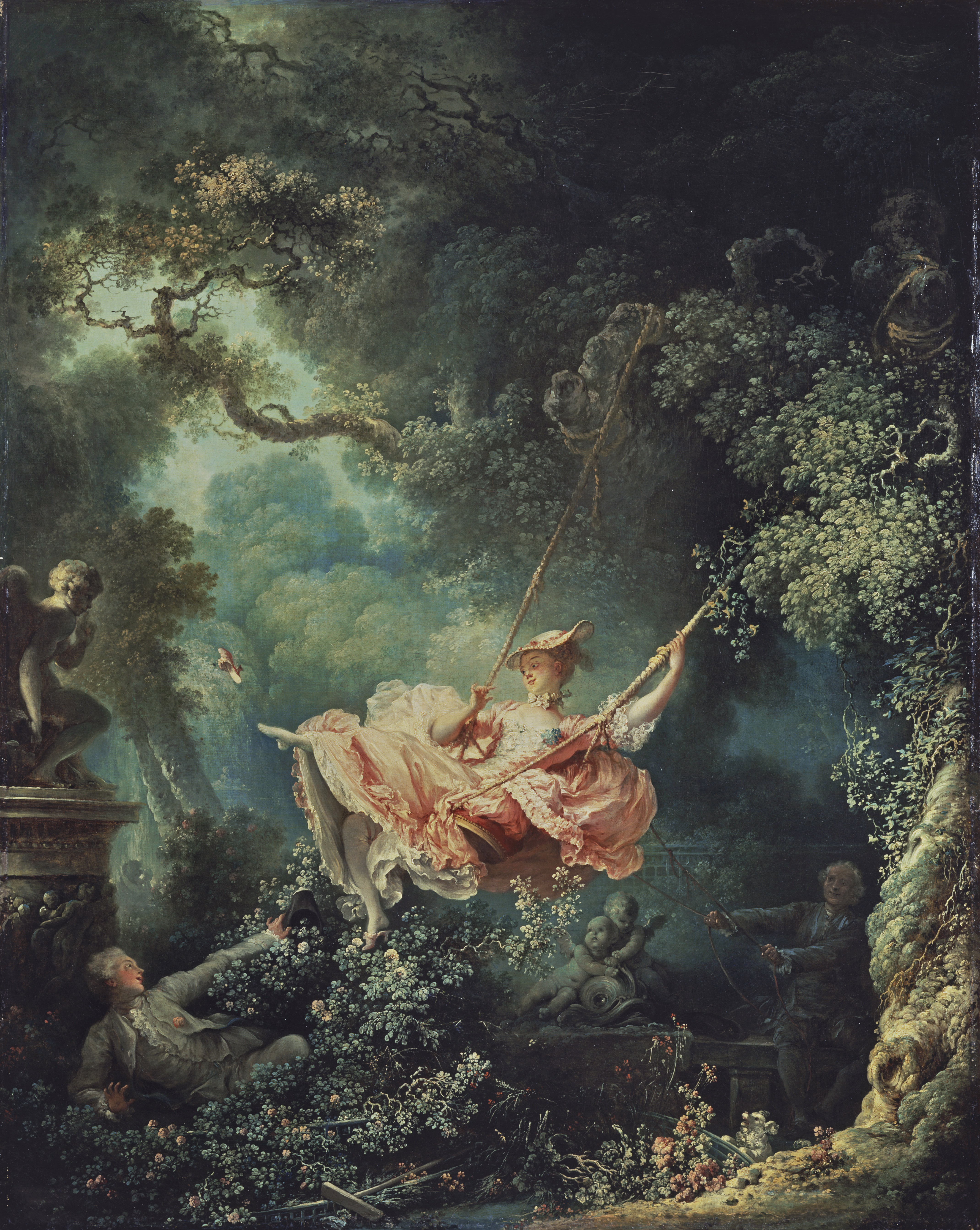
Fragonard: I fortunati casi dell'altalena, 1767, Londra, collezione Wallace

Le sue prime composizioni poetiche furono sonetti e canzoni d'occasione che gli acquistarono l'ingresso nella colonia "Renia" di Bologna dell'Accademia dell'Arcadia, col nome di Lavisio Eginetico. Poco dopo, nel 1750 dava miglior prova della propria cultura in un'opera di tipo sannazariano, il Monte Liceo, composta di dodici prose e di altrettante egloghe, nelle quali veniva narrando varie vicende amorose ambientate nel mondo pastorale.
L'opera poetica più nota di Savioli è Amori. Un primo nucleo di questo lavoro, composto da dodici canzonette, venne dato alle stampe nel 1758 per i tipi del Remondini di Venezia. La composizione era preceduta da un lungo lavoro di traduzioni dagli elegiaci latini, soprattutto da Ovidio. Il metro ritenuto il più adatto a rendere il ritmo dell'elegia, era stato adottato da una composizione per nozze di Angelo Michele Rota: una strofetta di quattro settenari, due sdruccioli, non rimati fra di loro, alternati a due piani, in rima tra loro. Savioli tratteggiava quadretti galanti, situazioni sentimentali che ritraggono alcuni aspetti della società galante del settecento (il Passeggio, il Teatro, l'Ancella, ecc.) rinnovate da un raffronto con la mitologia classica, sia quella già nota a Savioli dalle letture di Ovidio e sia quella suggerita dai nuovi quaderni riproducenti le pitture portate alla luce in quegli anni negli Scavi archeologici di Ercolano. Le dodici canzonette iniziali ebbero larga diffusione per cui Savioli ne fece seguire altre dodici, finché gli Amori raggiunsero la veste nella quale ci sono pervenuti con l'edizione stampata a Lucca per Giovanni Riccomini nel 1765. Le edizioni successive furono molto numerose per tutto l'Ottocento; alcune erano accompagnate in Appendice da dizionarietti esplicativi della mitologia. Vi furono perfino delle traduzioni in latino degli Amori.
Scrisse anche un dramma teatrale in endecasillabi in cinque atti, l'Achille, in cui si tratta, nel rispetto delle tre unità, la morte di Achille per mano di Paride secondo le storie di Ditti Cretese e Darete Frigio. La tragedia era preceduta da una dedica alla marchesa Teresa Pepoli nella quale Savioli esponeva le sue opinioni sul teatro e incitava gli italiani a comprendere, tra i loro autori drammatici, anche i drammaturghi inglesi e francesi.

## La critica
Nonostante l'iniziale successo, già nella seconda metà del '700 la più importante e caratteristica opera di Savioli, Amori venne criticata per l'eccessivo ricorso alla mitologia. Bisognerà attendere Giosuè Carducci per analizzare il valore delle numerose metafore mitologiche.. Questo giudizio positivo non venne condiviso da Benedetto Croce il quale giudicava, quello dell'autore degli Amori, uno "stile quasi da improvvisatore", per cui concludeva che Savioli fosse un poeta non originale, ma dotato di capacità pittoriche "nella sua levità e grazia settecentesca". Sarà Attilio Momigliano a inserire gli Amori nel preciso momento del gusto neoclassico settecentesco ricollegabile a esemplari ellenistici e all'influenza esercitata dalle pitture provenienti da Ercolano di cui, negli anni della composizione degli Amori, cominciavano a circolare le prime riproduzioni..

## Opere
- Il monte Liceo, Bologna 1750.
- Achille, tragedia del Conte Ludovico Savioli, In Lucca: nella Stamperia della Biblioteca Teatrale per Giovanni Della Valle, 1761.
- La costanza fortunata, Festa teatrale da rappresentarsi in casa dell'ecc.mo signore duca di Medinaceli in occasione di festeggiare i gloriosi sponsali di sua altezza reale il principe di Asturia d. Carlo di Borbone con la serenissima principessa di Parma donna Luisa di Borbone, 1765.
- Sulla necessità di sbandire gli accattoni e di provvedere ai veri poveri, ragionamento politico-morale del prof. Savioli Fontana Castelli, Torino: Tip. Cassone, Marzorati, Vercellotti, 1839.
- Amori, Lucca: per Giovanni Riccomini, 1765.
- Annali bolognesi, 3 voll., Bassano: Remondini, 1784-1795.
- Ristretto storico della città di Bologna dalla sua fondazione sino a nostri giorni: aggiuntovi la nota del frumento, marzatelli e castellate introdotte in Bologna dall'anno 1573 al 1873, Bologna: Luigi Priori, 1874.
- Lettere, prefazione per una sua edizione della Gerusalemme liberata e Lettere di Ludovico Savioli a Giambattista Bodoni, Bologna: Zamorani e Albertazzi, 1904.
- Annali di C. Cornelio Tacito tradotti da Ludovico Vittorio Savioli, Parma: co' tipi bodoniani, 1804.